# Evil Heart
Evil Heart (イビル ハート, Ibiru hāto) est un seinen manga scénarisé et illustré par Taketomi Tomo. Il a été prépublié dans l'hebdomadaire Young Jump et compilé en quatre tomes entre juillet 2005 et février 2007, suivi de deux tomes constituant l'épilogue de la série publiés en 2010. Il a été publié en France par Kana dans la collection « Big Kana » entre novembre 2006 et septembre 2011.

## Synopsis
Umeo, un adolescent perturbé dont la mère est en prison, retrouve le droit chemin au contact de l'aïkido, un art martial de défense.

## Personnages

### Famille Masaki
Umeo
Machiko
Shigeru

### Club d'aïkido
Daniel
Tsuru

## Liste des volumes
| no | Japonais         | Japonais          | Français          | Français          |
| no | Date de sortie   | ISBN              | Date de sortie    | ISBN              |
| -- | ---------------- | ----------------- | ----------------- | ----------------- |
| 1  | 19 juillet 2005  | 978-4-08-876824-3 | 3 novembre 2006   | 978-2-5050-0011-2 |
| 2  | 19 juillet 2005  | 978-4-08-876825-0 | 8 décembre 2006   | 978-2-5050-0012-9 |
| 3  | 18 novembre 2005 | 978-4-08-876883-0 | 2 février 2007    | 978-2-5050-0013-6 |
| 4  | 19 février 2007  | 978-4-08-877219-6 | 18 janvier 2008   | 978-2-5050-0282-6 |
| 5  | 19 janvier 2010  | 978-4-08-782268-7 | 3 juin 2011       | 978-2-5050-1112-5 |
| 6  | 19 janvier 2010  | 978-4-08-782269-4 | 23 septembre 2011 | 978-2-5050-1228-3 |

## Édition japonaise
Shūeisha
1. 1 2  (ja) « Tome 1 », sur manga-news.com.
2. 1 2  (ja) « Tome 2 », sur manga-news.com.
3. 1 2  (ja) « Tome 3 », sur manga-news.com.
4. 1 2  (ja) « Tome 4 », sur manga-news.com.
5. 1 2  (ja) « Tome 5 », sur manga-news.com.
6. 1 2  (ja) « Tome 6 », sur manga-news.com.

## Édition française
Kana
1. 1 2  (fr) « Tome 1 ».
2. 1 2  (fr) « Tome 2 ».
3. 1 2  (fr) « Tome 3 »(Archive.org • Wikiwix • Archive.is • Google • Que faire ?).
4. 1 2  (fr) « Tome 4 »(Archive.org • Wikiwix • Archive.is • Google • Que faire ?).
5. 1 2  (fr) « Tome 5 - Épilogue (1re partie) »(Archive.org • Wikiwix • Archive.is • Google • Que faire ?).
6. 1 2  (fr) « Tome 6 - Épilogue (2e partie) »(Archive.org • Wikiwix • Archive.is • Google • Que faire ?).